# Mar Báltico
El mar Báltico es un mar interior de agua salobre al norte de Europa, abierto al mar del Norte y al océano Atlántico a través de los estrechos de Kattegat y Skagerrak. Los países que lo rodean son (empezando por la península escandinava y siguiendo en sentido horario): Suecia, Finlandia, Rusia, Estonia, Letonia, Lituania, Polonia, Alemania y Dinamarca.
Su superficie es de 432 800 km² e incluye dos grandes golfos: el golfo de Finlandia, entre el sur de este país y Estonia, y el golfo de Botnia, entre la costa oriental de Suecia y el occidental de Finlandia. Geológicamente es muy joven: solo existe desde el VI milenio a. C. Es muy poco profundo (la media es de 57 metros; la profundidad máxima es de 459 metros al norte de la isla sueca de Gotland), lo que, unida a la poca apertura al océano, hace la renovación de las aguas muy lenta y favorece los problemas de contaminación. Las mareas son de muy pequeña amplitud.
El Báltico es también el mayor depósito de ámbar del mundo y, además, su calidad es de las mejores: de los veinte depósitos del mundo que hay de ámbar, se dice que el del Báltico solo es superado por los de México y la República Dominicana, siendo el que más ámbar de conífera produce y el de mejor calidad. De él se extraen de 500 a 800 millones de toneladas de ámbar.
La cuenca que drena al Báltico abarca la totalidad de algunos países ribereños como las repúblicas bálticas, Polonia y la región rusa de Kaliningrado. Además, estos ríos nacen en, o atraviesan territorios pertenecientes a otros países que, a pesar de no poseer costas, se comunican al mar por vía fluvial. Tal es el caso de la República Checa, Eslovaquia, Ucrania y Bielorrusia, que acaban aportando agua (indirectamente) al Báltico.

## Etimología

### Nombre en otros idiomas
El Báltico recibe diferentes denominaciones dependiendo de la lengua:
- Mar Báltico es la forma habitual en las lenguas románicas, las eslavas (polaco, ruso, casubiano), las bálticas y el inglés. Así:

- Bôłt (casubiano).
- Baltijas jūra (letón).
- Baltijos jūra (lituano).
- Morze Bałtyckie o Bałtyk (polaco).
- Балтийское  море, Baltískoie More (ruso).

- Mar del Este es como se denomina en todas las lenguas germánicas salvo el inglés, además del finés (ya que aunque sus hablantes se sitúan mayoritariamente al oeste del mar, estuvieron bajo dominio sueco durante muchos siglos, y desde la perspectiva sueca el mar sí que queda al este). Así:

- Ostsee (alemán).
- Østersøen (danés).
- Itämeri (finés).
- Östersjön (sueco).

- Mar del Oeste es el nombre que se le da en Estonia:

- Läänemeri (estonio).

## Historia
En tiempos del Imperio romano, el Báltico era conocido como el Mare Suebicum o Mare Sarmaticum. Tácito describió la Mare Suebicum, llamado así por los suevos (Suebi). Los suevos acabaron emigrando al suroeste para residir por un tiempo en la zona de Renania de la Alemania moderna, donde su nombre sobrevive en la región histórica conocido como Suabia. Jordanes lo llamó «Mar germánico» en su obra, la Getica.
Desde la época de los vikingos, los escandinavos la han llamado Austmarr («Lago del Este»). El «mar del Este» aparece en la Heimskringla, y Eystra salt en el Sörla þáttr. Sajón Gramático registra en Gesta Danorum un nombre más antiguo, “Gandvik”; el sufijo nórdico antiguo -vik (para bahía) implica que los vikingos correctamente lo consideraron como una entrada del mar.
A comienzos del siglo XI, las costas del sur y del este del Báltico fueron asentados por migrantes principalmente de Alemania, un movimiento llamado el Ostsiedlung («asentamiento del este»). Otros colonos eran de los Países Bajos, Dinamarca y Escocia. Los eslavos polabios fueron asimilados gradualmente por los alemanes. Dinamarca gradualmente ganó el control sobre la mayor parte de la costa del Báltico, desde Kattegat al Báltico oriental, incluidas la gran mayoría de sus islas (también las orientales que actualmente pertenecen a Suecia), hasta que perdió gran parte de sus pertenencias después de ser derrotada en la batalla de Bornhöved de 1227 contra Holstein y las ciudades del sur Báltico. A partir de entonces estas mismas ciudades, primero en el marco de la Liga de Ciudades Wendas y luego de la potente Liga Hanseática (una federación de ciudades mercantiles de todo el mar Báltico y el este del mar del Norte) vencerían a Dinamarca en otros conflictos, incluidas dos guerras entre 1361 y 1370 y  entre 1426 y 1435. En los siglos XIII al XVII, la fuerza económica más fuerte en el norte de Europa fue la Liga Hanseática, que tendría un monopolio sobre las rutas comerciales bálticas.
En los siglos XVI y principios del XVII, Polonia, Dinamarca, y Suecia lucharon guerras para Dominium Maris Baltici («Señorío sobre el mar Báltico»). Con el tiempo, fue Suecia, que prácticamente abarcaba toda la costa báltica. En Suecia se referían al mar como Mare Nostrum Balticum («Nuestro mar Báltico»).
Las rutas comerciales a lo largo del mar fueron claves en la economía europea. Los neerlandeses quienes dominaron el comercio del Báltico en el siglo XVII, con una fuerte influencia inglesa en la etapa más moderna. Los daneses sustentaron en la Edad Moderna su economía en los peajes del Sund que cobraban por acceder al mar, siendo su revocación un objetivo de neerlandeses, británicos, suecos y rusos. El acceso a puertos no estacionales fue una de las prioridades del desarrollo del imperio ruso, que fue estableciéndose como potencia regional tras la gran guerra del Norte.

## Geografía

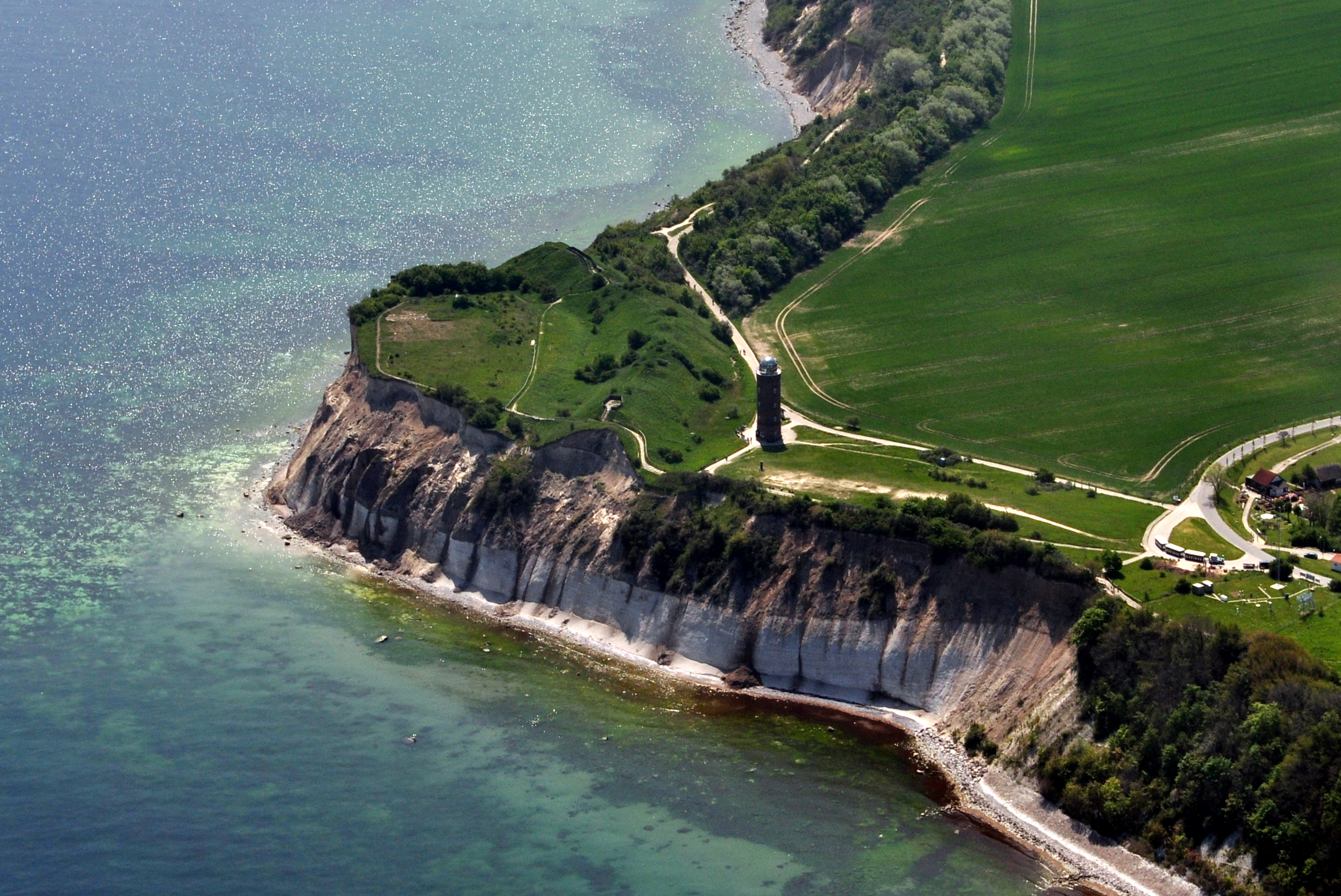
Cabo Arkona en la isla de Rügen, Alemania.

### Subdivisiones
La parte norte del Báltico es conocido como el golfo de Botnia, de los cuales la parte más septentrional es la bahía de Botnia. La cuenca meridional más redondeada del golfo se llama mar de Botnia e inmediatamente al sur de ésta se encuentra el mar de Åland. El golfo de Finlandia conecta el mar Báltico con San Petersburgo. El golfo de Riga se encuentra entre la ciudad de Riga, capital de Letonia, y la isla Saaremaa de Estonia.
El Báltico del norte se encuentra entre la zona de Estocolmo, al sudoeste de Finlandia y Estonia. Las cuencas occidental y oriental de Gotland forman las principales partes del Báltico Central o del Báltico propiamente dicho. La cuenca de Bornholm es el área al este de Bornholm, y la más superficial de la cuenca Arkona que se extiende desde Bornholm a las islas danesas de Falster y Zelanda.
En el sur, la bahía de Gdańsk se encuentra al este de la península de Hel en la costa polaca y al oeste de la península de Sambia en óblast de Kaliningrado. La bahía de Pomerania se encuentra al norte de las islas de Usedom y Wolin, al este de Rügen. Entre Falster y la costa alemana encuentran la bahía de Mecklemburgo y la bahía de Lübeck. La parte más occidental del Báltico es la bahía de Kiel. Los tres estrechos daneses, el Gran Belt, el Pequeño Belt y el sonido (u Oresund), conectan el Báltico con la bahía de Kattegat y el estrecho de Skagerrak en el mar del Norte .

### Hielo marino

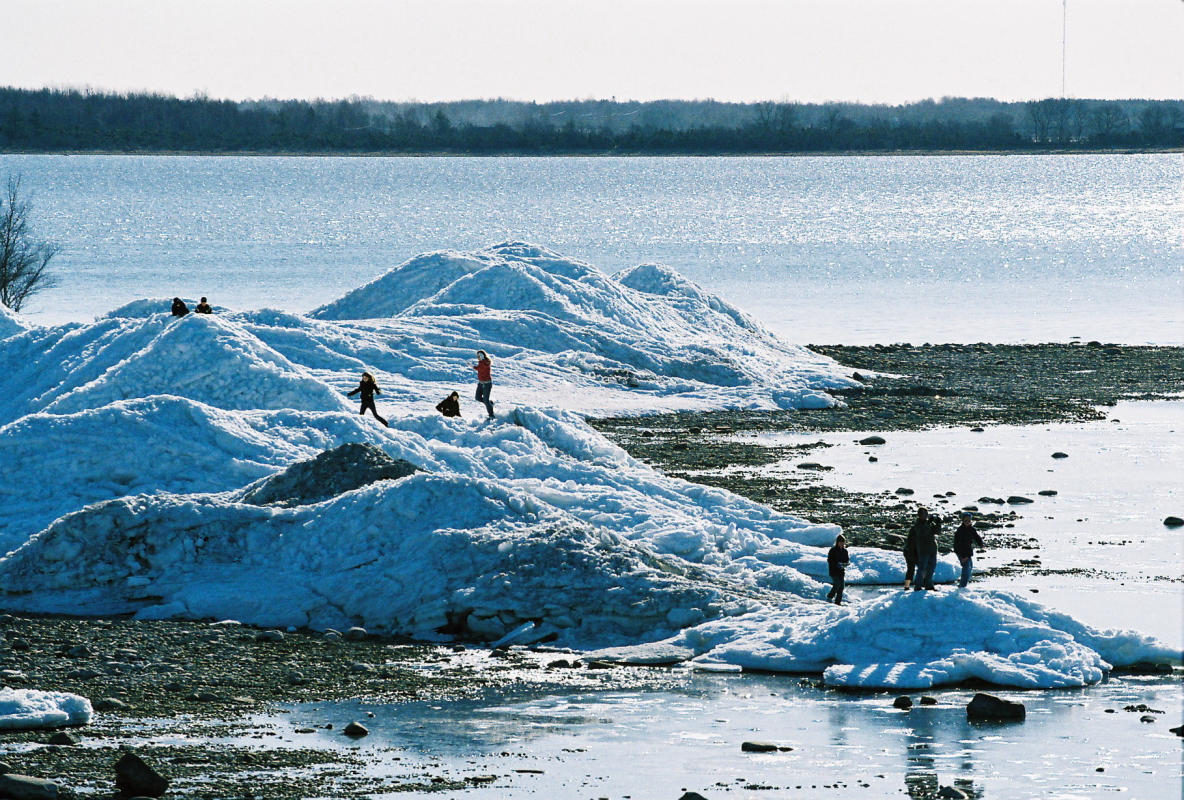
Montones de hielo a la deriva en la costa de Estonia, a finales de abril.

Como media anual, el mar Báltico se encuentra cubierto de hielo como máximo en un 45 % de su superficie. El área cubierta de hielo durante un invierno típico incluye el golfo de Botnia, el golfo de Finlandia, el golfo de Riga, Väinameri en el archipiélago de Estonia, el archipiélago de Estocolmo y el mar del archipiélago de las aguas territoriales finlandesas. El resto del Báltico no se congela durante un invierno normal, con la excepción de bahías protegidas y lagunas poco profundas, como la laguna de Curlandia. El hielo alcanza su grado máximo en febrero o marzo; el espesor del hielo típico en las zonas más septentrionales de la bahía de Botnia, la cuenca norte del golfo de Botnia, es de unos 70 cm (28 in) para Landfast hielo marino. El espesor disminuye hacia el sur.
La congelación comienza en los extremos norte de golfo de Botnia típicamente a mediados de noviembre, llegando a las aguas abiertas de la bahía de Botnia a principios de enero. El mar de Botnia, la cuenca del sur de Kvarken, se congela, en promedio, a finales de febrero. El golfo de Finlandia y el golfo de Riga se congelan normalmente a finales de enero. En 2011, el golfo de Finlandia estaba completamente congelado el 15 de febrero.
La extensión del hielo depende de si el invierno es leve, moderada o grave. Inviernos severos pueden llevar a la formación de hielo por el sur de Suecia, e incluso en los estrechos daneses. De acuerdo con el historiador natural del siglo XVIII William Derham, durante los crudos inviernos de 1703 y 1708, la capa de hielo se extendía hasta los estrechos daneses. A menudo, partes del golfo de Botnia y del golfo de Finlandia están congelados, y además de las franjas costeras en lugares más al sur como el golfo de Riga. Esta descripción pretende que la totalidad del Báltico se cubrió con hielo.
En los últimos años anteriores a 2011, la bahía de Botnia y el mar de Botnia se congelaron con hielo sólido cerca de la costa del Báltico y hielo flotante a partir de ahí. En 2008, casi no hubo formación de hielo a excepción de un breve período en marzo.
Durante la primavera, el golfo de Finlandia y el golfo de Botnia, normalmente se descongelan a finales de abril, con algunas crestas de hielo que persiste hasta mayo en los extremos orientales del golfo de Finlandia. En la parte más septentrional de la bahía de Botnia, el hielo por lo general se mantiene hasta finales de mayo; a principios de junio es prácticamente nulo.

### Hidrografía

Mapa batimétrico del Báltico.

El Báltico fluye a través de los estrechos daneses; sin embargo, el flujo es complejo. Una capa superficial de agua salobre descarga 940 km³ por año en el mar del Norte. Debido a la diferencia en la salinidad, por principio de permeación de la salinidad, una capa sub-superficial de más agua salina se mueve en la dirección opuesta trae 475 km³ por año. Se mezcla muy lentamente con las aguas superiores, resultando en un gradiente de salinidad de arriba abajo, con la mayor parte del agua salada restante por debajo de 40 a 70 m de profundidad. La circulación general es hacia la izquierda: hacia el norte a lo largo de su frontera oriental, y en el sur a lo largo de la occidental.
La diferencia entre la salida y la entrada viene enteramente del agua dulce. Más de 250 ríos drenan una cuenca de aproximadamente 1,6 millones de kilómetros cuadrados, aportando un volumen de 660 km³ por año hasta el Báltico. Incluyen los principales ríos del norte de Europa, como el Oder, el Vístula, el Niemen, el Daugava y el Neva. El agua dulce adicional proviene de la diferencia de la precipitación menos evaporación, lo cual es positivo.

#### Salinidad
La salinidad del Báltico es muy baja comparada con la de otros mares u océanos; se puede considerar intermedia entre el agua dulce y la salada. Este hecho se explica por su alta latitud (experimenta poca evaporación), combinada con una gran aportación de agua dulce por parte de muchos ríos que, debido a la ya mencionada estrechez de su comunicación con el océano, es muy difícil de evacuar y renovar con agua salada. Esta baja salinidad tiene unas fuertes implicaciones biológicas, con muchas especies diferentes de sus homólogas en otros mares.
El agua más salina está estratificada verticalmente en la columna de agua al norte, creando una barrera para el intercambio de oxígeno y nutrientes, y el fomento de los entornos marítimos completamente separadas.

### Principales afluentes del Báltico
| Nombre    | Media de descarga | Longitud                             | Cuenca       | Estados que comparten la cuenca           | Curso de agua más largo                                                                          |
| Neva      | 2500 m³/s         | 74 km (nominal) 860 km (hidrológico) | 281 000 km²  | Rusia, Finlandia                          | Suna (280 km) → Lago Onega (160 km) → Svir (224 km) → Lago Ladoga (122 km) → Newa                |
| Vístula   | 1080 m³/s         | 1047 km                              | 194 424 km²  | Polonia, Bielorrusia, Ucrania, Eslovaquia |                                                                                                  |
| Dvina     | 678 m³/s          | 1020 km                              | 87 900 km²   | Rusia, Letonia                            |                                                                                                  |
| Neman     | 678 m³/s          | 937 km                               | 98 200 km²   | Bielorrusia, Lituania, Rusia              |                                                                                                  |
| Río Kemi  | 556 m³/s          | 550 km                               | 51 127.3 km² | Finlandia, Noruega                        | mayor afluente Kitinen                                                                           |
| Oder      | 540 m³/s          | 866 km                               | 118 861 km²  | Chequia, Polonia, Alemania                |                                                                                                  |
| Río Lule  | 506 m³/s          | 461 km                               | 25 240 km²   | Suecia                                    |                                                                                                  |
| Narva     | 415 m³/s          | 77 km (nominal) 652 km (hidrológico) | 56 200 km²   | Rusia, Estonia                            | Velikaya (430 km) → Lago Peipus (145 km) → Narva                                                 |
| Torne älv | 388 m³/s          | 520 km (nominal) 630 km (hidrolóico) | 40 131.4 km² | Noruega, Suecia, Finlandia                | Válfojohka → Kamajåkka → Abiskojaure → Abiskojokk (sumu = 40 km)→ Torneträsk (70 km) → Torne älv |

### Islas y archipiélagos
- Islas Åland (Finlandia)
- Mar del Archipiélago (Finlandia)
  - Pargas
  - Nagu
  - Korpo
  - Houtskär
  - Kustavi
  - Kimito
- Archipiélago de Blekinge (Suecia)
- Bornholm (Dinamarca)
- Falster (Dinamarca)
- Gotland (Suecia)
- Hailuoto (Finlandia)
- Kotlin (Rusia)
- Lolland (Dinamarca)
- Kvarken (Finlandia)
- Møn (Dinamarca)
- Öland (Suecia)
- Rügen (Alemania)

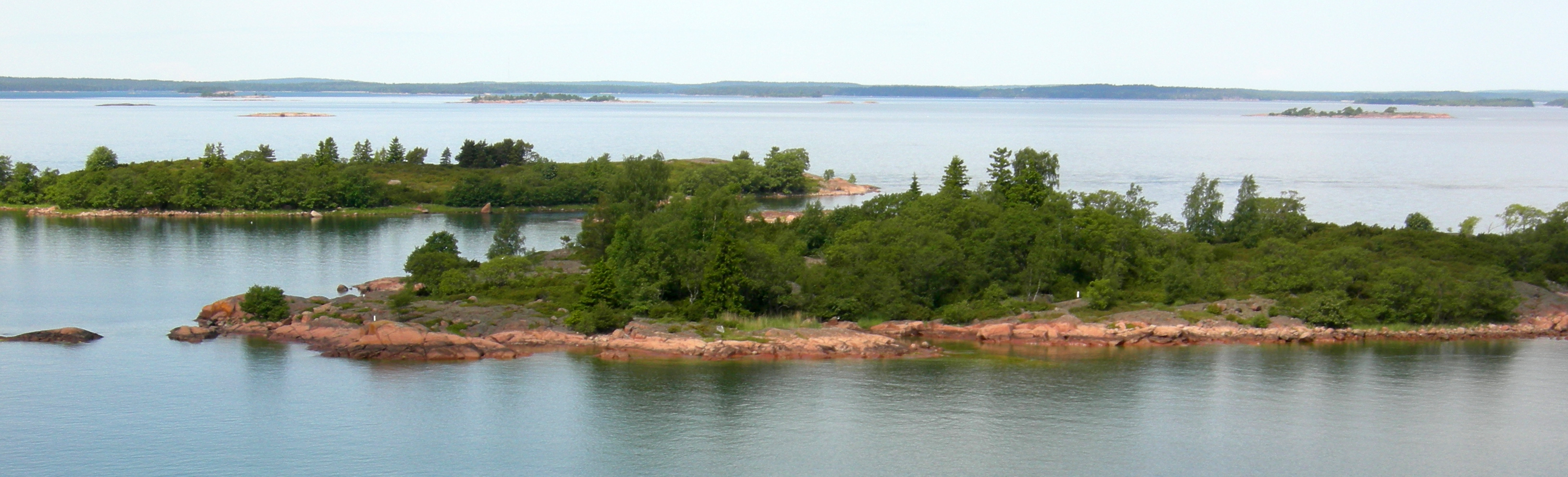
Los escollos forman una parte integral y típica de muchos de los archipiélagos del mar Báltico, como estos en el archipiélago de las Islas Åland, Finlandia.

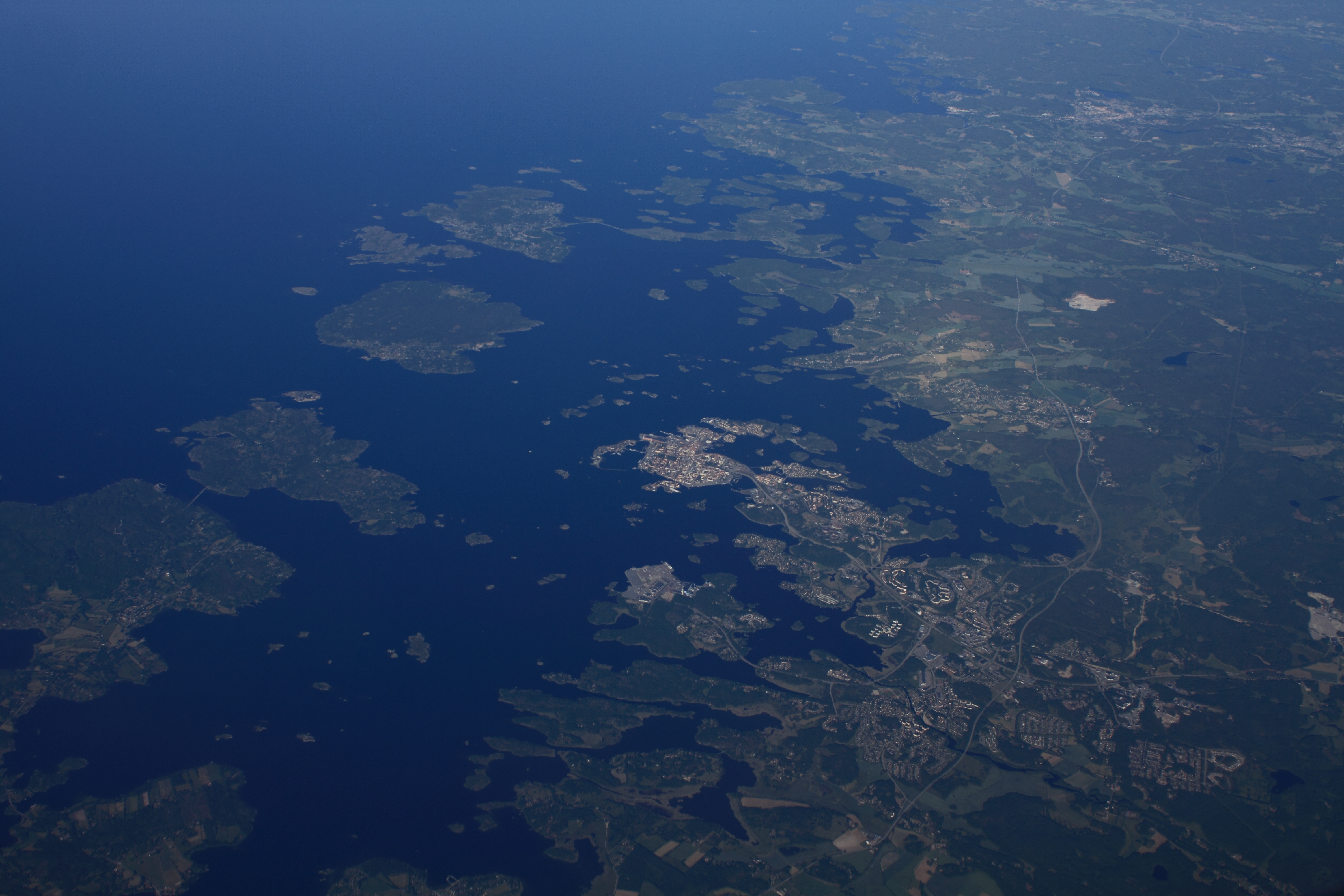
Vista aérea del archipiélago de Blekinge en Suecia.

- Archipiélago de Estocolmo (Suecia)
  - Värmdön (Suecia)
- Usedom o Uznam (dividida entre Alemania y Polonia)
- Archipiélago Moonsund (Estonia):
  - Hiiumaa
  - Muhu
  - Saaremaa
  - Vormsi
- Wolin (Polonia)
- Zealand (Dinamarca)

### Países costeros
Países con costas al mar:
 Dinamarca,  Estonia,  Finlandia,  Alemania,  Letonia,  Lituania,  Polonia,  Rusia,  Suecia.

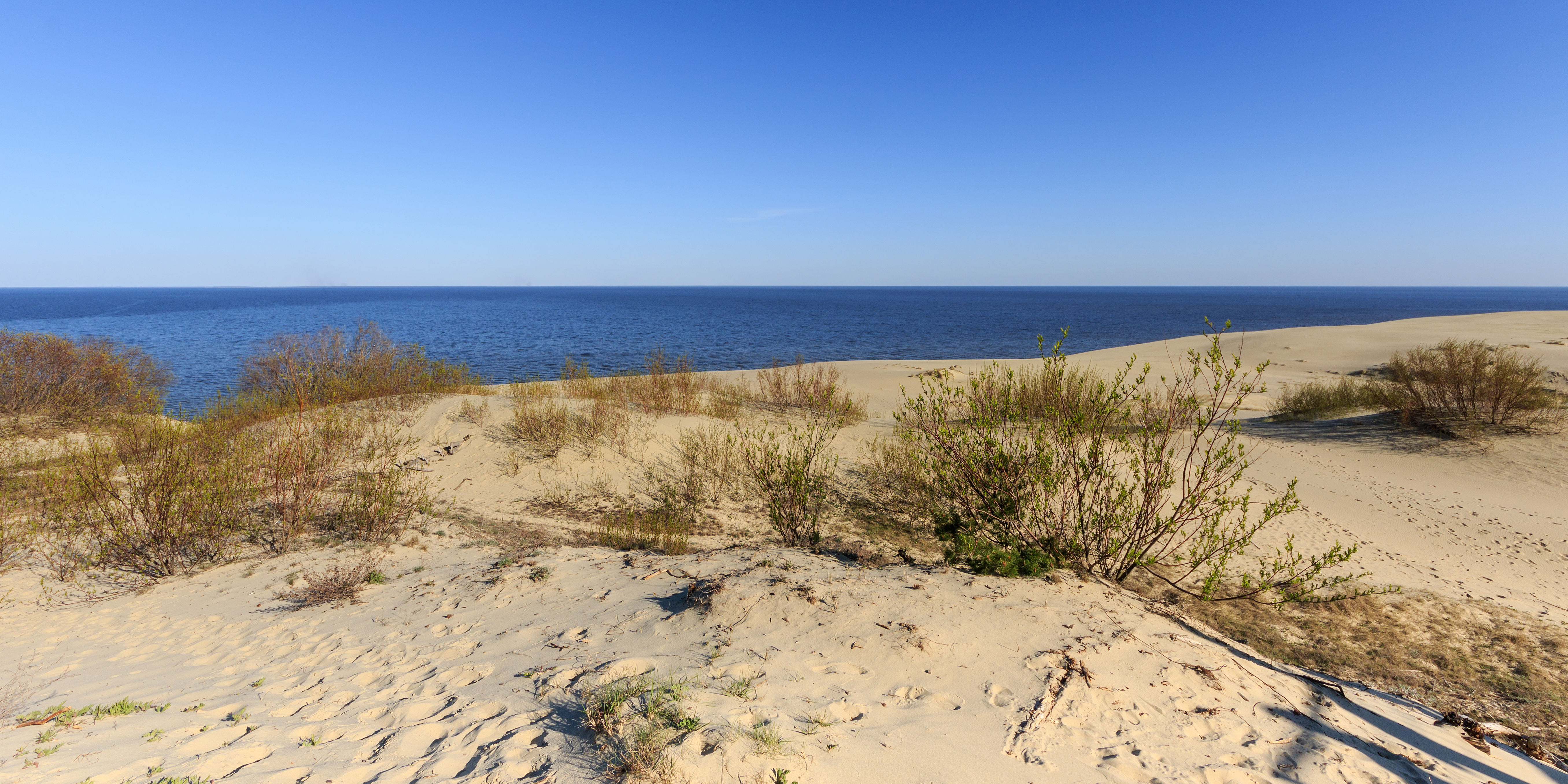
Extensas dunas costeras son característicos de gran parte de la costa meridional del mar Báltico.

Países que se encuentran en la cuenca de drenaje, pero no tienen costas al mar:
 Bielorrusia,  República Checa,  Noruega,  Eslovaquia,  Ucrania.
La cuenca de drenaje del mar Báltico es aproximadamente cuatro veces la superficie del mar mismo. Alrededor del 48 % de la región está cubierta de bosques, Suecia y Finlandia contienen la mayor parte del bosque, especialmente alrededor de los golfos de Botnia y Finlandia.
Alrededor del 20 % de la tierra se utiliza para la agricultura y el pastoreo, sobre todo en Polonia y el borde del Báltico en Alemania, Dinamarca y Suecia. Alrededor del 17 % de la cuenca es tierra abierta sin usar y otro 8 % de humedales. La mayor parte de estos últimos están en los golfos de Botnia y Finlandia.

### Ciudades costeras

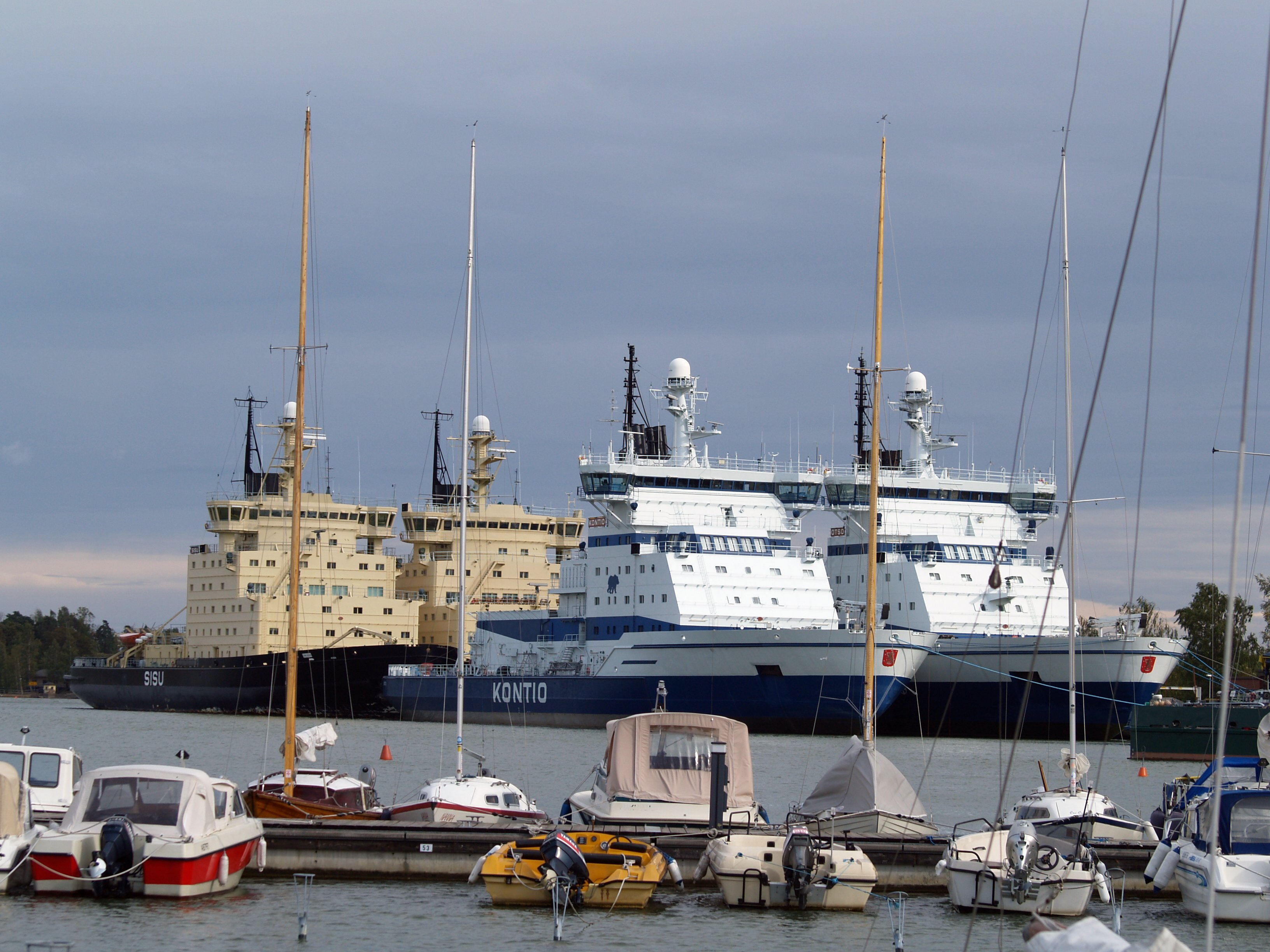
Puerto de Helsinki

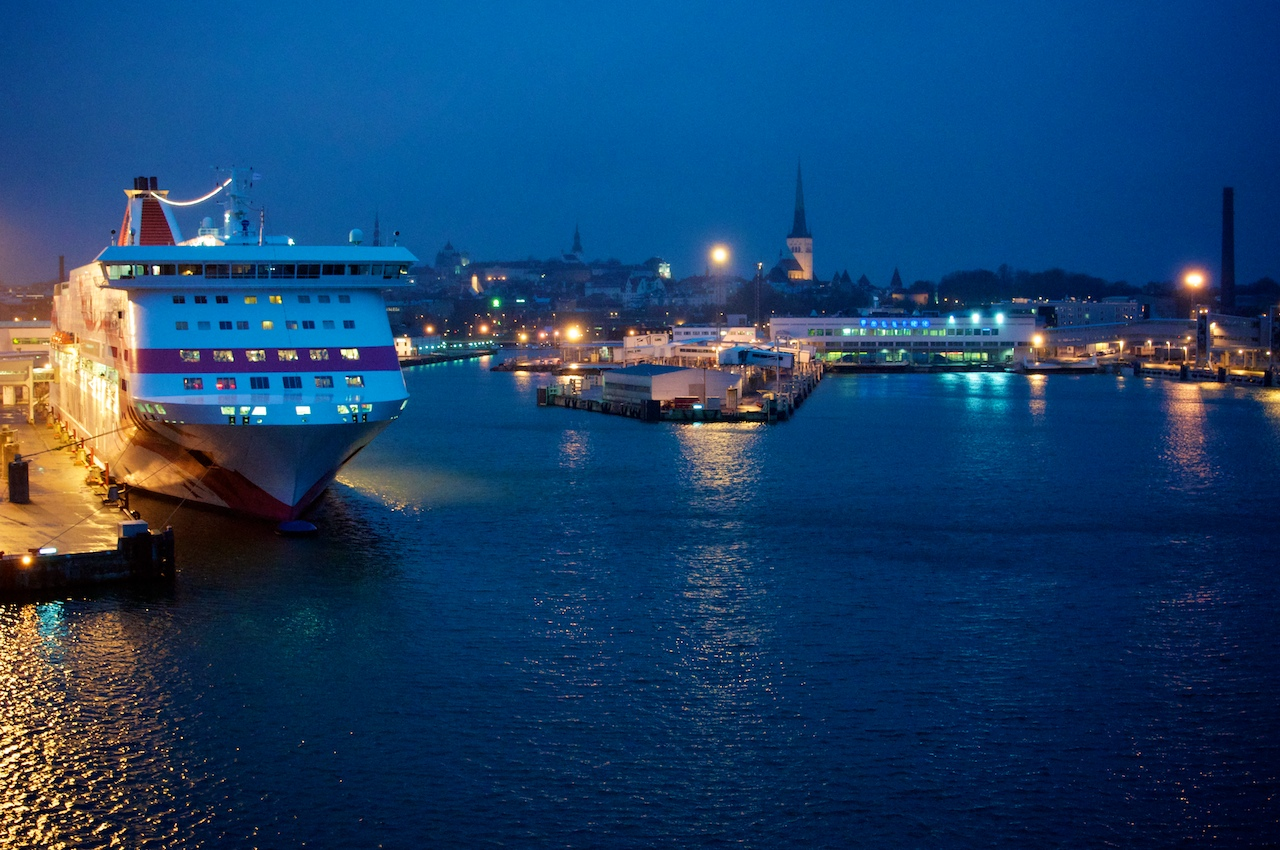
Puerto de Tallin

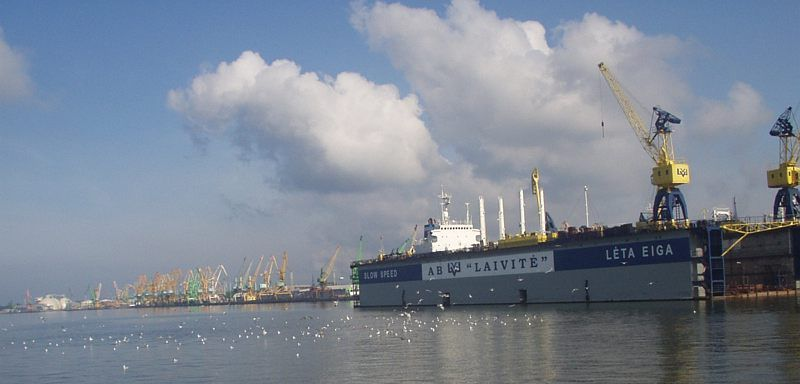
Puerto de Klaipėda

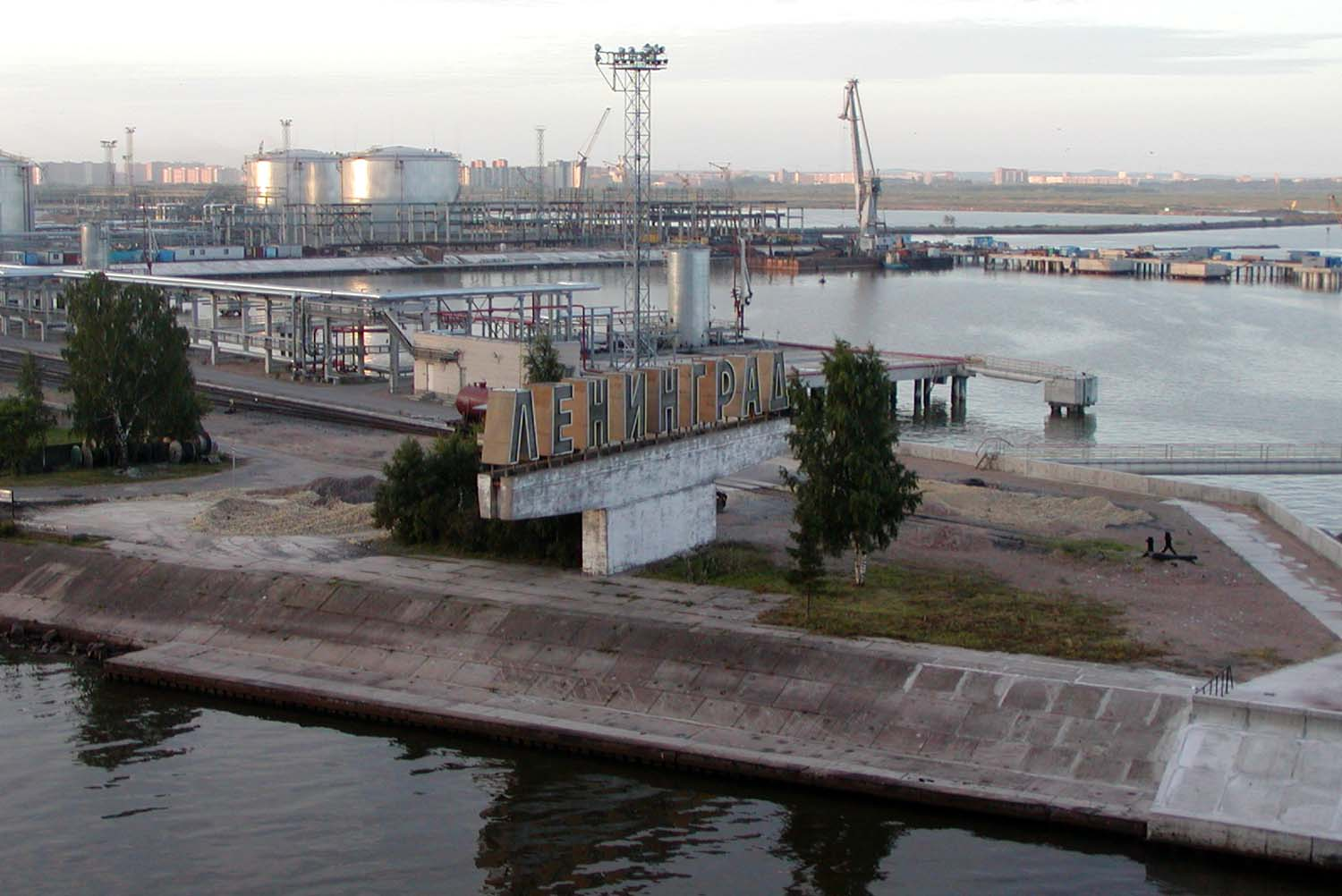
Puerto de San Petersburgo

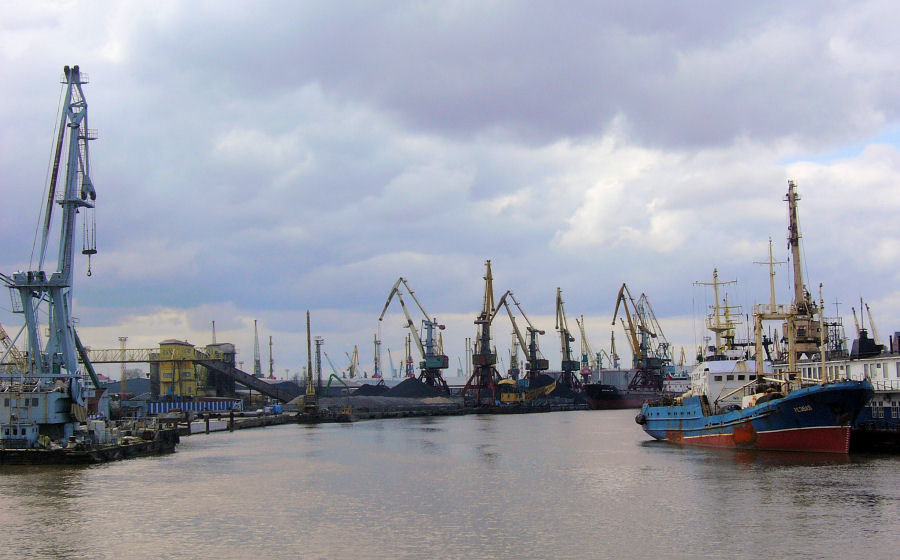
Puerto de Kaliningrado

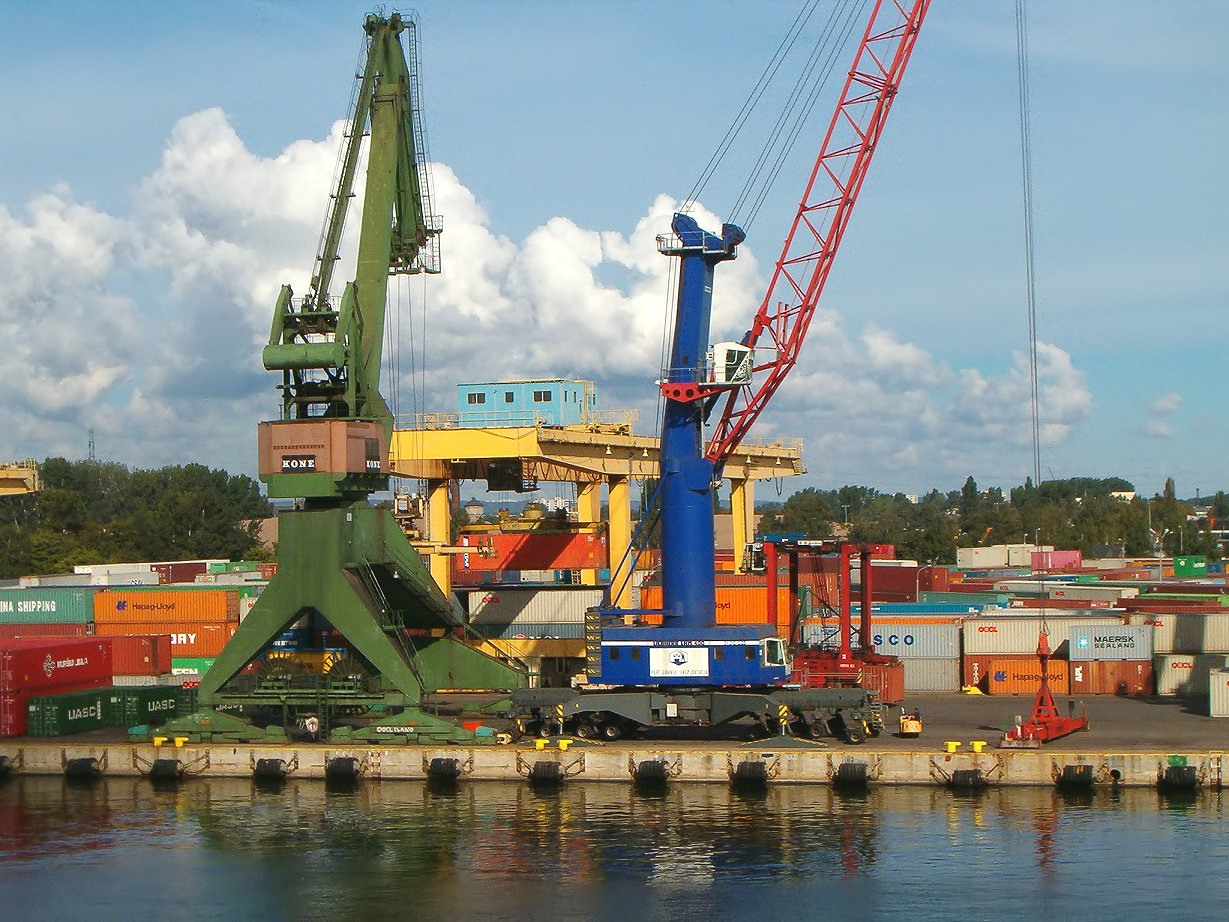
Puerto de Gdansk

| Las ciudades costeras más grandes (por población): - San Petersburgo (Rusia) 4 700 000 (área metropolitana 6 000 000) - Estocolmo (Suecia) 843 139 (área metropolitana 2 046 103) - Riga (Letonia) 696 567 (área metropolitana 842 000) - Helsinki (Finlandia) 605 022 (área metropolitana 1 358 901) - Gdańsk (Polonia) 462 700 (área metropolitana 1 041 000) - Kaliningrado (Rusia) 431 500 - Szczecin (Polonia) 413 600 (área metropolitana 778 000) - Tallin (Estonia) 429 500 - Gdynia (Polonia) 255 600 (área metropolitana 1 041 000) - Kiel (Alemania) 242 000 - Espoo (Finlandia) 257 195 (parte del área metropolitana de Helsinki) - Lübeck (Alemania) 216 100 - Rostock (Alemania) 212 700 - Klaipėda (Lituania) 194 400 - Oulu (Finlandia) 191 050 - Turku (Finlandia) 180 350 | Puertos importantes (aunque no grandes ciudades): Estonia: - Pärnu 44 568 - Maardu 16 570 - Sillamäe 16 567 Finlandia: - Pori 83 272 - Kotka 54 887 - Kokkola 46 809 - Naantali 18 789 - Mariehamn 11 372 - Hanko 9270 Alemania - Stralsund 58 000 - Greifswald 55 000 - Wismar 44 000 - Eckernförde 22 000 - Neustadt in Holstein 16 000 - Wolgast 12 000 - Sassnitz 10 000 Letonia: - Liepāja 85 000 - Ventspils 44 000 Lituania - Klaipėda 194 000 - Palanga 15 000 Polonia: - Kołobrzeg 44 800 - Świnoujście 41 500 - Police 34 284 - Władysławowo 15 000 - Darłowo 14 000 Rusia: - Vyborg 79 962 - Baltiysk 34 000 Suecia: - Norrköping 84 000 - Gävle 69 000 - Trelleborg 26 000 - Karlshamn 19 000 - Oxelösund 11 000 |

## Geología
El Báltico se parece bastante a un cauce del río, con dos afluentes, el golfo de Finlandia y del golfo de Botnia. Encuestas geológicas muestran que antes del Pleistoceno en lugar del Báltico, se produjo una amplia llanura en torno a un gran río los paleontólogos lo llaman los Eridanos. Varios episodios de glaciación durante el Pleistoceno sacaron el lecho del río en la cuenca del mar. En el momento de la última, o etapa Eemian, el mar Eemian estaba en su lugar. En lugar de un verdadero mar, el Báltico, incluso hoy en día también se puede entender como el común estuario de todos los ríos que desembocan en él.

## Biología

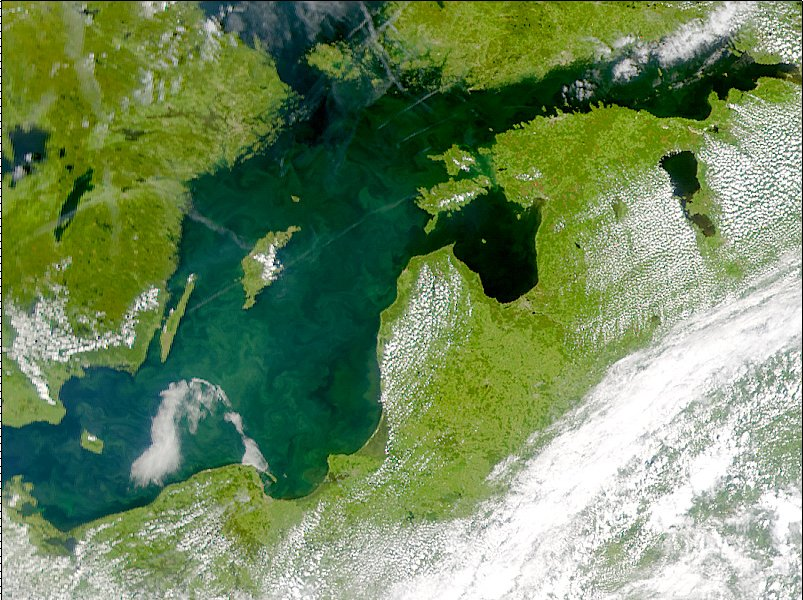
Fitoplancton en el Báltico.

Aproximadamente 100 000 kilómetros cuadrados (38 610 millas cuadradas) del fondo marino del Báltico (una cuarta parte de su superficie total) es una variable de la zona muerta. Cuanto más salina (y por lo tanto más denso) es el agua permanece en la parte inferior, aislándolo de las aguas superficiales y la atmósfera. Esto conduce a una disminución de las concentraciones de oxígeno en la zona. Se trata principalmente de bacterias que crecen en ella, la digestión de la materia orgánica y la liberación de sulfuro de hidrógeno. Debido a esta gran zona anaeróbica, la ecología del fondo marino difiere del Atlántico.
Los planes para oxigenar artificialmente las zonas del Báltico que han experimentado la eutrofización han sido propuestos por la Universidad de Gotemburgo e InOcean AB. La propuesta tiene la intención de utilizar bombas impulsadas por el viento para inyectar oxígeno (aire) en las aguas en o alrededor de 130 m bajo el nivel del mar.
La fauna de peces del Báltico es una mezcla de especies marinas como el bacalao, el arenque, la merluza, la solla, el lenguado, cabracho y el rodaballo, y especies de agua dulce como la perca, el lucio y el pescado blanco.
Las imágenes de satélite tomadas en julio de 2010 reveló una masiva proliferación de algas que cubre 377 000 kilómetros cuadrados (146 000 millas cuadradas) en el Báltico. El área de la floración se extiende desde Alemania y Polonia a Finlandia. Los investigadores del fenómeno han indicado que la proliferación de algas se han producido todos los veranos desde hace décadas. Fertilizantes escurridos de tierras agrícolas circundantes han exacerbado el problema y llevó a un aumento de la eutrofización.

## Economía

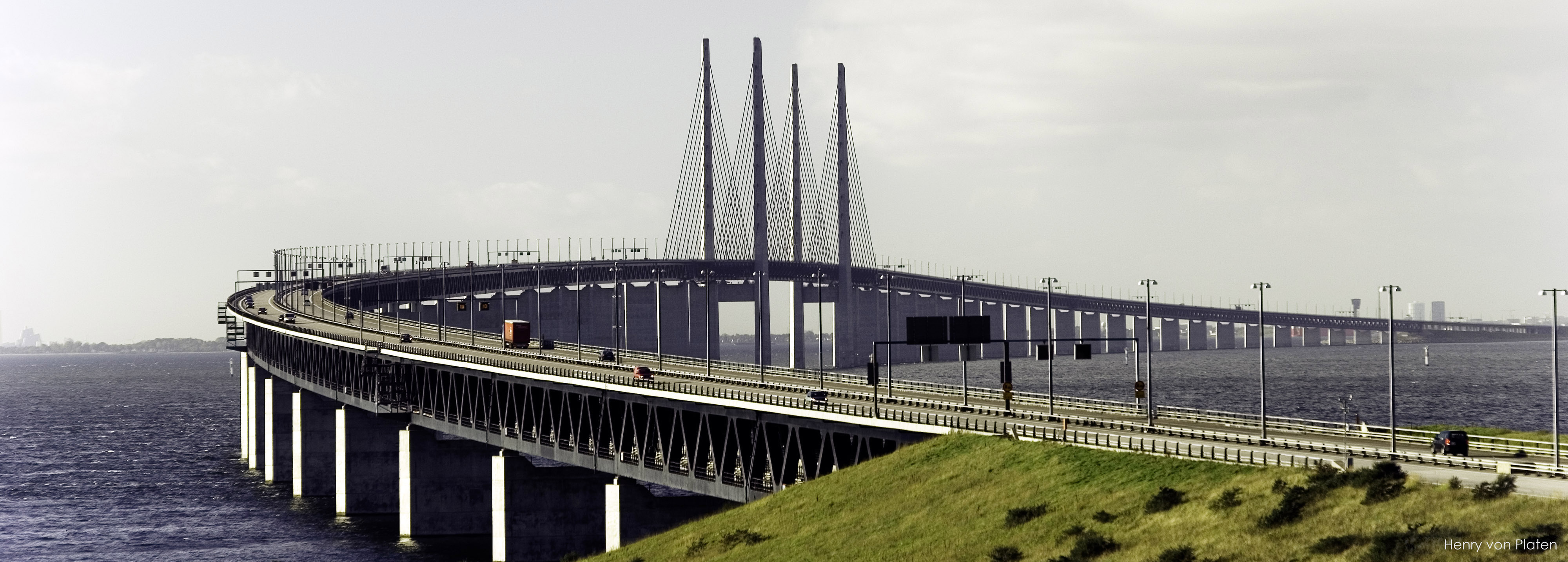
El Puente-Túnel Øresund que une Dinamarca y Suecia

La construcción del puente del Gran Belt en Dinamarca (terminado 1997) y el de Puente-Túnel Øresund (terminado 1999), que une Dinamarca con Suecia, creó una conexión carretera y de ferrocarril entre Suecia y la parte continental de Dinamarca (la península de Jutland). El túnel submarino del Øresund ofrece la libre navegación de grandes buques hacia y desde el Báltico.
El Báltico es la principal ruta comercial para la exportación de petróleo ruso. Muchos de los países vecinos del Báltico se han preocupado por esto, ya que una fuga de petróleo en un buque cisterna de alta mar sería desastroso para el Báltico, debido al lento intercambio de agua. La industria turística que rodea el Báltico esta, naturalmente, preocupada por la contaminación por hidrocarburos.
Gran parte de la construcción naval se lleva a cabo en los astilleros de todo el Báltico. Los mayores astilleros están en Gdańsk, Gdynia y Szczecin, Polonia, Kiel, Alemania, Karlskrona, Malmö, Suecia; Rauma, Turku y Helsinki, Finlandia; Riga , Ventspils y Liepaja, Letonia; Klaipeda, Lituania; y San Petersburgo, Rusia.
Hay varios transbordadores de carga y pasajeros que operan en el Báltico.

### Turismo

#### Muelles
- Liepaja, Letonia
- Sopot, Polonia
- Międzyzdroje, Polonia
- Kołobrzeg, Polonia
- Klaipėda, Lituania
- Heiligendamm, Alemania

#### Destinos turísticos
- Świnoujście, Polonia
- Kamień Pomorski, Polonia
- Kołobrzeg, Polonia
- Pärnu, Estonia
- Jūrmala, Letonia
- Palanga, Lituania
- Nida, Lituania
- Sopot, Polonia
- Ueckermünde, Alemania
- Ustka, Polonia
- Svetlogorsk, Rusia

## Convenio de Helsinki

### Convenio de 1974
Por primera vez en la historia, todas las fuentes de contaminación de todo un mar se someten a un único convenio, firmado en 1974 por los entonces siete países ribereños del Báltico. La Convención de 1974 entró en vigor el 3 de mayo de 1980.

### Convenio de 1992
A la luz de los cambios y la evolución del derecho ambiental y marítimo internacional, un nuevo convenio se firmó en 1992 por todos los Estados ribereños del Báltico y la Comunidad Europea. Después de la ratificación el convenio entró en vigor el 17 de enero de 2000. El Convenio abarca el conjunto de la zona del Báltico, incluyendo las aguas interiores y las aguas del mar en sí, así como el fondo del mar. Las medidas también se toman en toda la cuenca del Báltico para reducir la contaminación de origen terrestre. La Convención sobre la Protección del Medio Marino de la Zona del mar Báltico de 1992, entró en vigor el 17 de enero de 2000.
El órgano de gobierno de la Convención es la Comisión de Helsinki, también conocida como HELCOM, o la Comisión de Protección del Medio Marino del Báltico. Las presentes partes contratantes son Dinamarca, Estonia, la Comunidad Europea, Finlandia, Alemania, Letonia, Lituania, Polonia, Rusia y Suecia.
Los instrumentos de ratificación fueron depositados por la Comunidad Europea, Alemania, Letonia y Suecia en 1994, por parte de Estonia y Finlandia en 1995, Dinamarca en 1996, por parte de Lituania en 1997 y por Polonia y Rusia en noviembre de 1999.